# 웰시 케이크

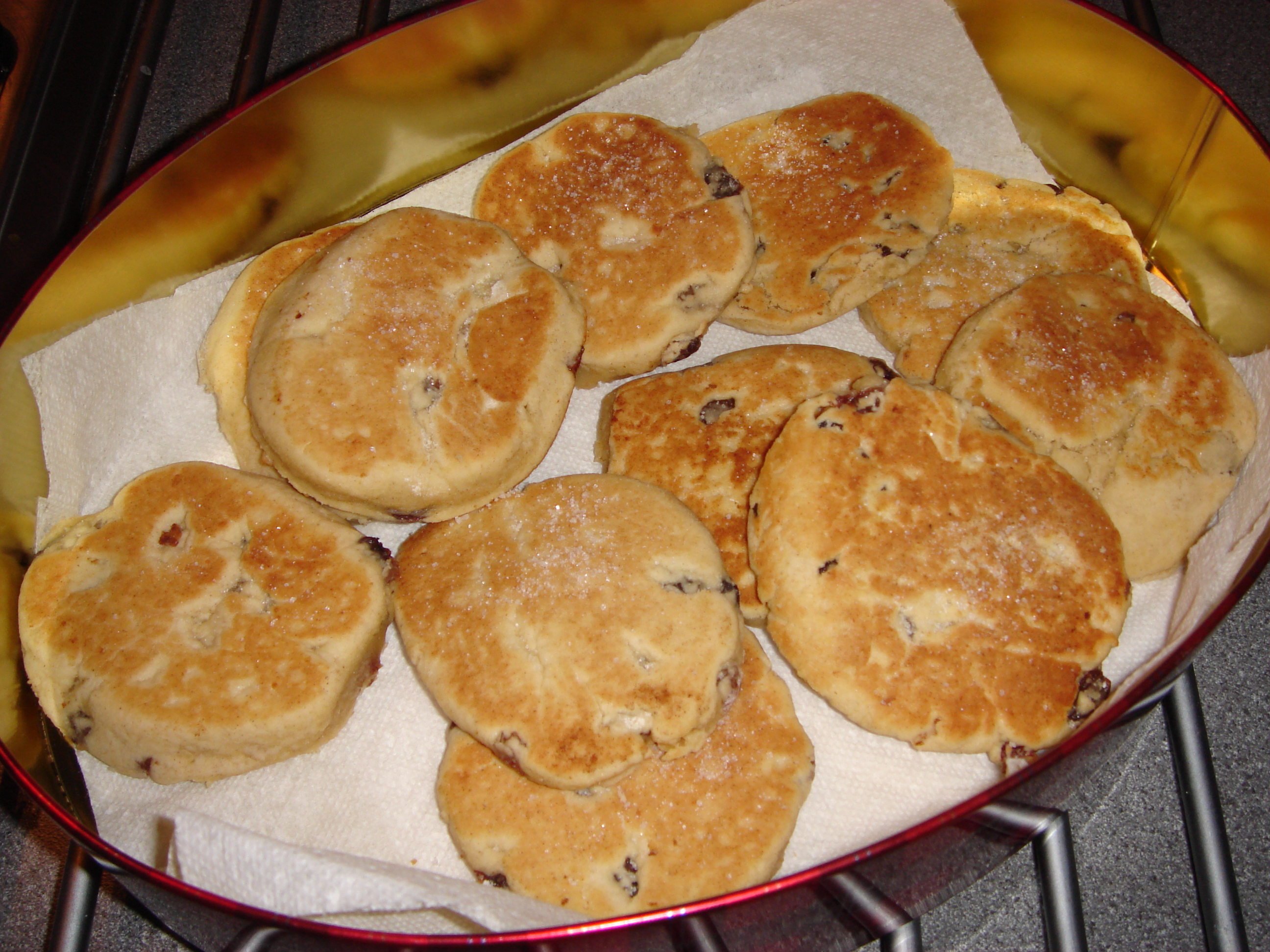
집에서 만든 웰시 케이크 몇 개.

웰시 케이크(웨일스어: picau ar y maen, pice bach, cacen gri or teisen radell)는 웨일스의 전통 간식이다.
웰시 케이크는 웨일스 내에서 다른 말로 "베이크스톤즈"(bakestones)라고 불린다. 베이크스톤(웨일스어 : maen) 위에서 굽기 때문이다. 베이크스톤은 약 1.5 cm 두께의 무쇠 번철(철판)을 말한다.
웰시 케이크는 밀가루, 버터, 돼지기름, 달걀, 설탕, 잔테 커런트(건포도) 등을 넣어 만든다. 대체로 둥그스럼한 모습이다. 지름은 4~6cm 정도이며, 두께는 1.5 cm 정도이다.
사람들은 웰시 케이크를 백설탕을 곁들여 먹는데, 뜨겁거나 혹은 차가울 때 어느 때든지 먹는다.  스콘과는 달리, 다른 뭔가와 같이 먹지는 않는다. 간혹 사람들은 웰시 케이크를 여러 조각으로 나누어 잼을 발라 팔기도 하고, 버터를 발라 팔기도 한다. 사람들은 웰시 케이크를 보통 차와 함께 먹는다.
웨일스 내의 일부 지방에서는, "베이크스톤"(bakestone)이라는 말을, 웰시 케이크와는 구분하여, 음식의 한 종류를 일컫는 말로쓴다. 이것은 웰시 케이크보다는 크고 단 맛은 덜한 빵 종류이다.

## 변종
- Llech Cymreig: 베이킹 파우더나 (효모없이 저절로 부풀어 오르는) 밀가루 대신 평범한 밀가루(특히 통밀가루, 전립 밀가루)로 만든다. 그 결과 더 평평하고, 바삭한 케이크가 만들어진다. 옛날에는 이 종류의 케이크는 전에는 베이크스톤 슬라브 위에서 만들었는데, 오늘날에는 베이킹 트레이 위에서 만든다. Llech Cymreig라는 이름이 그래서 붙었다. (Welsh slab라는 뜻이다.)

- Jam Split: 남 웨일스 밸리 지방에서 인기 있다. 웰시 케이크를 샌드위치처럼 수평으로 자른 것이다. 잼(간혹 버터)를 바른다.